# Arcidiocesi di Apamea di Bitinia
L'arcidiocesi di Apamea di Bitinia (in latino Archidioecesis Apamena in Bithynia) è una sede soppressa del patriarcato di Costantinopoli e una sede titolare della Chiesa cattolica.

## Storia
Apamea di Bitinia (detta anche Apamea Myrlea), le cui rovine si trovano a pochi chilometri da Mudanya (provincia di Bursa) in Turchia, fu una sede ecclesiastica della provincia romana della Bitinia Seconda nella diocesi civile del Ponto e nel patriarcato di Costantinopoli.
La sede è documentata nelle Notitiae Episcopatuum del patriarcato dal VII al XIV secolo, inizialmente come arcidiocesi autocefala e, a partire dalla fine dell'XI secolo, come sede metropolitana senza suffraganee.
Il primo vescovo attribuito da Le Quien a questa antica sede episcopale è Eulisio, vissuto agli inizi del V secolo, che sostenne la causa di Giovanni Crisostomo e per questo motivo venne esiliato. A questi, Le Quien fa seguire Teofilo e Filippo; si tratta in realtà dello stesso personaggio, chiamato molto più probabilmente Teosebio, che venne trasferito, secondo quanto racconta Socrate Scolastico, da Apamea d'Asia a Eudoxiopoli di Tracia, sede identificata con quella di Selimbria. Tuttavia l'espressione "Apamea d'Asia" è ambigua, in quanto l'Asia non era una provincia ecclesiastica, ma una diocesi civile, nella quale l'unica sede di Apamea è quella di Apamea Ciboto in Pisidia; secondo Destephen è più probabile che Teosebio sia stato vescovo di Apamea Ciboto e non di Apamea di Bitinia, che faceva parte della diocesi civile del Ponto.
Il primo vescovo certo di Apamea di Bitinia è Callinico, documentato in tre occasioni: prese parte al concilio di Efeso nel 431, sottoscrisse la condanna dell'archimandrita Eutiche nel sinodo di Costantinopoli del 22 novembre 448, e prese parte al concilio di Calcedonia del 451. Un secolo dopo è noto il vescovo Marco, che nel 536 prese parte al concilio di Costantinopoli riunito dal patriarca Mena, durante il quale furono condannati Severo di Antiochia e i suoi sostenitori, l'ex patriarca Antimo, il monaco siriano Zoora e Pietro di Apamea di Siria; secondo quanto riferiscono gli atti sinodali, Marco è il primo prelato a fregiarsi del titolo di arcivescovo di Apamea. Teopempto partecipò al concilio in Trullo del 692, mentre Eustrazio fu tra i padri del concilio di Nicea del 787.
Verso la metà del IX secolo la sede di Apamea era occupata dall'arcivescovo Eulampio, sostenitore di Fozio, che gli inviò numerose lettere, e di Gregorio Asbesta; per questo motivo venne deposto durante il concilio di Costantinopoli dell'869/870 e sostituito da Paolo, documentato nelle sessioni conciliari dopo il 29 ottobre 869. Nel concilio di Costantinopoli dell'879-880 che riabilità il patriarca Fozio prese parte l'arcivescovo Sofronio.
Tra X e XII secolo sono noti altri arcivescovi (Basilio, Costantino, Teodoro e un anonimo) grazie all'esistenza dei loro sigilli vescovili. Altri invece presero parte ai sinodi patriarcali di Costantinopoli: Costantino, probabilmente lo stesso documentato dal sigillo vescovile, nel 1032; Eustrazio II, il primo menzionato come metropolita nel sinodo del 1071; Giorgio e Isacco, nei sinodi patriarcali del XII secolo; un anonimo metropolita, al sinodo indetto dal patriarca Atanasio I nel 1304.
Dal 1933 Apamea di Bitinia è annoverata tra le sedi arcivescovili titolari della Chiesa cattolica; la sede è vacante dal 12 dicembre 1975. Il titolo è stato finora assegnato ad un solo vescovo, David James Mathew, delegato apostolico in Africa per le missioni dipendenti da Propaganda Fide e successivamente ordinario militare in Gran Bretagna.

## Cronotassi

### Vescovi e arcivescovi greci
- Eulisio † (circa 400)
- Teosebio ? † (prima del 434 nominato vescovo di Eudoxiopoli di Tracia)
- Callinico † (prima del 431 - dopo il 451)
- Marco † (menzionato nel 536)
- Teopempto † (menzionato nel 692)
- Eustrazio I † (menzionato nel 787)
- Eulampio † (prima dell'847 circa - 29 ottobre 869 deposto)
- Paolo † (menzionato nell'869)
- Sofronio † (menzionato nell'879)
- Basilio † (X secolo)
- Costantino † (menzionato nel 1032)
- Anonimo † (XI secolo)
- Eustrazio II † (menzionato nel 1071)
- Teodoro † (XI/XII secolo)
- Giorgio † (menzionato nel 1157)
- Isacco † (prima del 1166 - dopo il 1170)
- Anonimo † (menzionato nel 1304)

### Arcivescovi titolari
- David James Mathew † (20 febbraio 1946 - 12 dicembre 1975 deceduto)